# Žireč
Žireč (německy Schurz) je vesnice, část města Dvůr Králové nad Labem v okrese Trutnov. Rozkládá se na pravém břehu řeky Labe asi 3,5 kilometru jihovýchodně od Dvora Králové nad Labem. Prochází tudy železniční trať Jaroměř–Liberec.
Žireč se skládá z katastrálních území Žireč Městys o rozloze 1,41 km² a Žireč Ves o rozloze 1,59 km².

## Historie

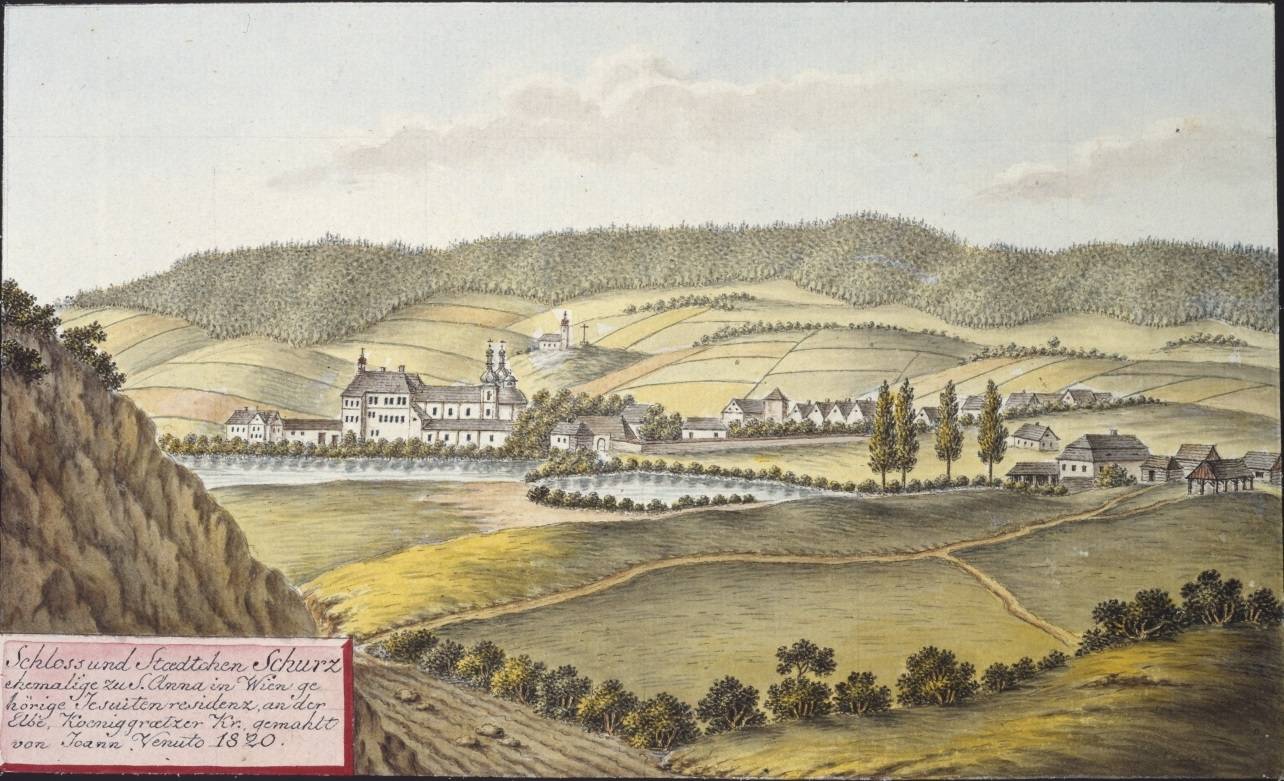
Zámek a městečko Žireč, kresba Johanna Venuta z roku 1820

První zmínka o Žirči pochází z roku 1348. Na místě dnešního zámku stála tehdy tvrz, na které sídlili majitelé vsi. Tvrz byla koncem 16. století přestavěna v renesančním slohu Adam Zilvar z Pilníkova. Roku 1636 se majitelem stal vídeňský jezuitský noviciát u sv. Anny, kterému Žireč patřila do roku 1773. V roce 1698 vznikla vyčleněním části vesnice dvě sídla, jimiž byly Městys Žireč, který získal právo konání trhů, a Ves Žireč. Zástavba obou obcí byla od počátku srostlá. Ke sloučení obou Žirčí v jednu obec došlo ke dni 16. ledna 1949. Na sloučení se spolu dohodly obě obce. Usnesení o sloučení schválil MNV Vsi Žirče dne 1. června 1948, MNV Městyse Žirče dne 3. června 1948. Obě usnesení pak schválil dne 21. prosince 1948 ještě Zemský národní výbor v Praze. Jako osady pak byly oba Žirče sloučeny vyhláškou ministerstva vnitra 864/1949 ze dne 5. srpna 1949. Součástí města Dvůr Králové nad Labem se sloučená obec stala roku 1964.

## Pamětihodnosti

### Zámek

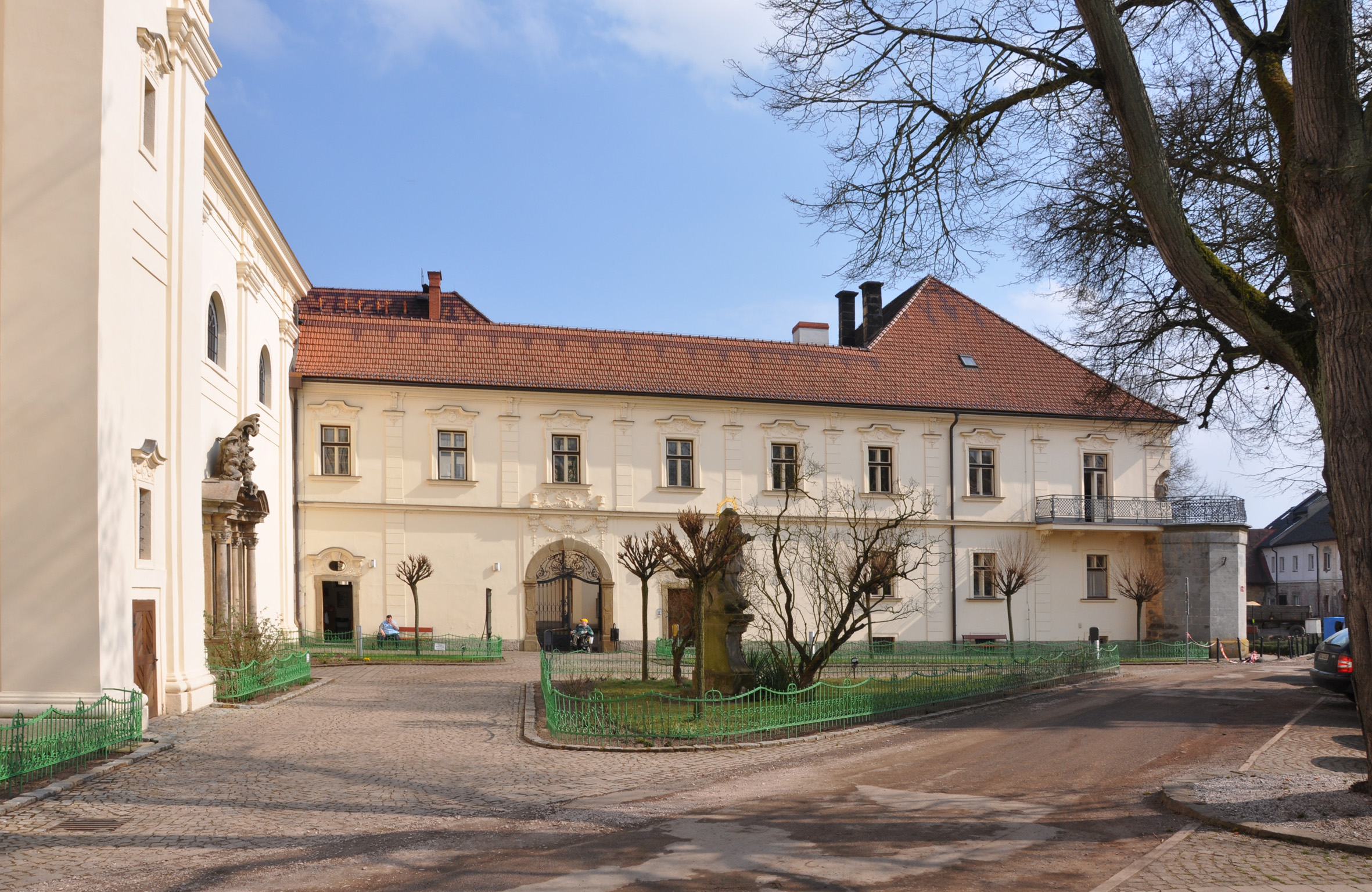
Areál zámku slouží v současné době jako lůžkové zařízení pro nemocné roztroušenou sklerózou

Historie zámku v Žirči sahá až do 14. století, kdy zde stála kamenná tvrz. Ta byla po roce 1581 rozšířena a renesančně přestavěna Adamem Zilvarem z Pilníkova. Později panství s celou tvrzí připadlo rodu Trčků.
V roce 1622 koupila panství hraběnka Marie Magdalena Trčková. Když byl její syn Adam Erdman, jeden z hlavních spojenců Albrechta z Valdštejna, v roce 1634 spolu s ním zavražděn v Chebu, bylo panství konfiskováno, oceněno a dáno jako fundační statek jezuitskému noviciátu u sv. Anny ve Vídni. Zámek pak byl postupně upravován. Postupně přibyly hospodářské budovy a zcela nová konventní budova. V roce 1703 byl vysvěcen nový barokní kostel sv. Anny.
Po zrušení jezuitského řádu v roce 1773 zámek chátral a roku 1825 ho stejně jako celý městys Žireč zasáhl požár. O následnou rekonstrukci se postarali pánové Martin Wagner a později továrník Josef Ettrich. V roce 1939 koupila bývalou jezuitskou kolej Kongregace sester Nejsvětější svátosti. S nástupem komunistického režimu byly řádové sestry vyhnány a v roce 1961 nechal stát v prostorách zámku zřídit domov důchodců.
Po sametové revoluci byl objekt navrácen Kongregaci sester Nejsvětější svátosti, která ho v roce 2001 darovala Hospici Anežky České, dnešní Oblastní charitě Červený Kostelec. V témže roce zde Oblastní charita založila Domov svatého Josefa, který slouží jako jediné lůžkové zařízení pro pacienty vážně nemocné roztroušenou sklerózou. Zchátralý objekt prošel od té doby mnoha rekonstrukcemi, díky kterým se i přes nové využití podařilo zachovat původní barokní architekturu. Zámek je tak dnes domovem pro 88 pacientů a nabízí jim komplexní sociální i zdravotní služby.

### Kostel svaté Anny

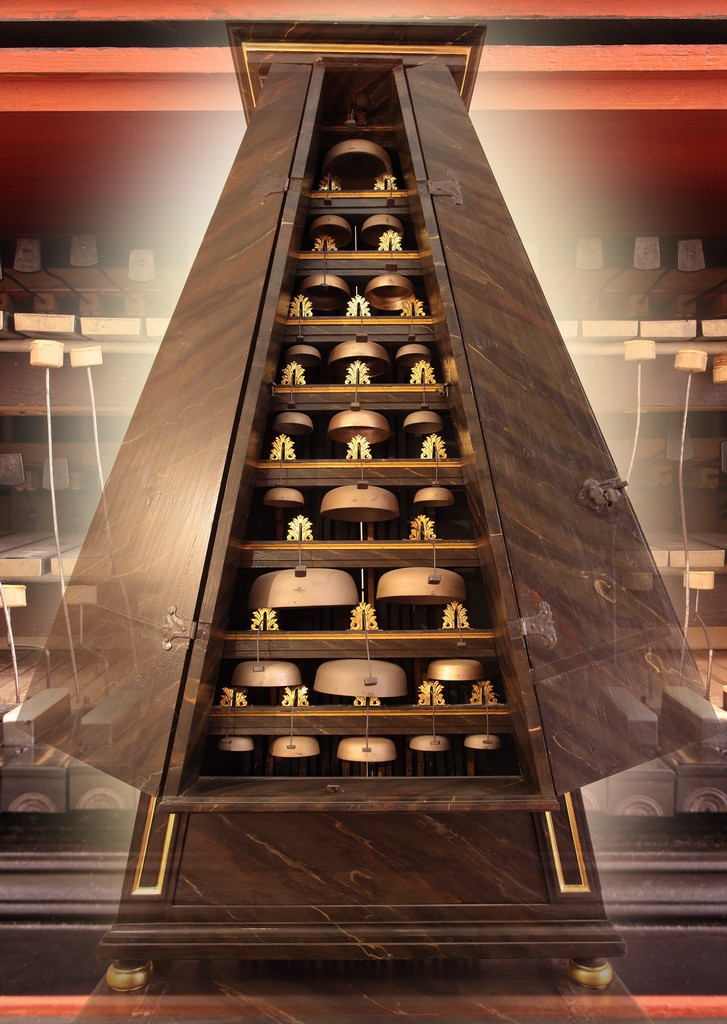
Unikátní barokní zvonkohra v Žirči

Kostel sv. Anny v Žirči byl vystavěn v letech 1668–1703. Díky této delší výstavbě u něj můžeme nalézt prvky raného, vrcholného i pozdního baroka. Po požáru v roce 1825 byl interiér obnoven v duchu klasicismu. U kazatelny se i přes požár zachovaly rokokové prvky. Kostel přiléhá k zámku svým východním okrajem. S rezidencí ho spojuje prostor dřívějšího kostela, kde se zachovaly původní oltáře sv. Františka, sv. Rosálie a sv. Stanislava.
Světovým unikátem je barokní zvonový klavír Johanna Michaela Rödera, který se nachází na kúru kostela. Ani znalcům není známo, že by se podobný nástroj někde jinde do dnešních dnů dochoval. Do Žirče daroval zvonkový klavír hrabě František Antonín Špork. Ten jej objednal u varhanáře Johana Michaela Roedera, německého stavitele varhan z Berlína, který ve třicátých letech 18. století působil ve Slezsku. Z dobových pramenů se potvrdilo, že zvonkohru přivezl 21. dubna roku 1732 a sestavil ji přímo v zámeckém sále. V letech 2009 - 2010 byla zvonkohra zachráněna z neutěšeného stavu a kompletně zrestaurována. Každoročně je možné si zvuk zvonkového klavíru poslechnout při Svatoanenských slavnostech, které se konají v areálu Domova svatého Josefa vždy v červenci v sobotu nejbližší ke svátku sv. Anny (26. 7).

## Další informace
Na území obce je také naučná stezka Půjdem spolu do Betléma.